# ۶ تازی‌ها
۶ تازی‌ها یک ستاره است که در صورت فلکی تازی‌ها قرار دارد.